# Каверзнев, Илья Александрович

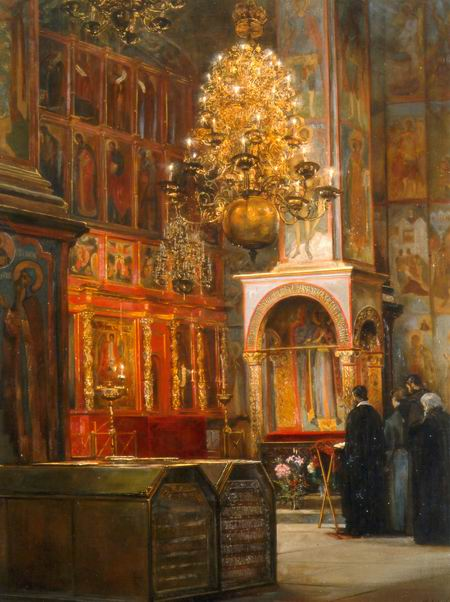
«Акафист Святому царевичу Дмитрию в Архангельском соборе московского Кремля», 2000

Илья́ Алекса́ндрович Ка́верзнев (р. 1962) — советский и российский художник. Заслуженный художник Российской Федерации (2025).

## Биография
Родился в 1962 году в Риге в семье политического обозревателя советского телевидения А. А. Каверзнева. Окончил МГАХИ имени В. И. Сурикова. В 1993—1997 годах прошёл стажировку в Творческой мастерской живописи Российской академии художеств.

## Творческая деятельность
В творчестве Ильи Каверзнева присутствуют элементы современного и классического академизма. Основные жанры: религиозные сюжеты, портрет, натюрморт и пейзаж.
В 2003—2006 годах художник занимался воссозданием интерьеров, иконостаса и росписей храма Софии — Премудрости Божией у Пушечного двора в Москве.

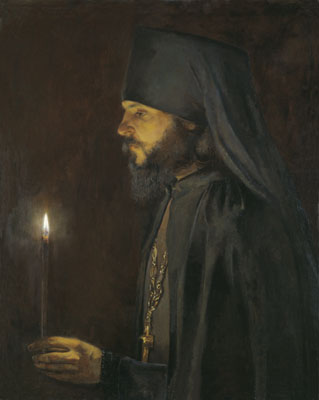
«Монах», 1999

С 2002 года является членом объединения «Русский мир», в которое входят представители классического направления русской живописи. Выставки творческого объединения «Русский мир» проходили в Москве 2002—2004, Мюнхене 2006, Ватикане 2007.
Работы Ильи Каверзнева находятся в музейных собраниях и частных коллекциях России, Германии, Англии и Италии.

## Объединение «Русский мир»
В состав творческого объединения «Русский мир» входят художники:
- Николай Анохин
- Сергей Смирнов
- Илья Каверзнев
- Николай Третьяков

## Награды и премии
- Заслуженный художник Российской Федерации (10 февраля 2025 года) — за вклад в развитие отечественной культуры и искусства, многолетнюю плодотворную деятельность[1].
- премия Ленинского комсомола (1989) — за роспись Псковской областной детской библиотеки на сюжет сказок А. С. Пушкина.

## Ссылки

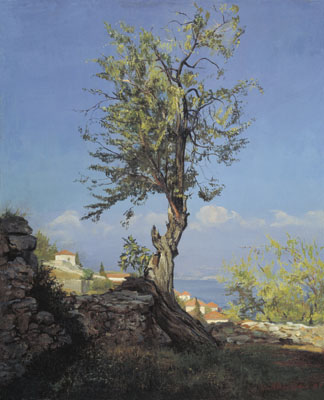
«Уголок старого сада», 1997

## Галерея

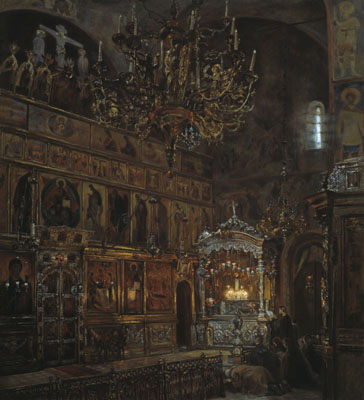
У раки преподобного Сергия. 1997
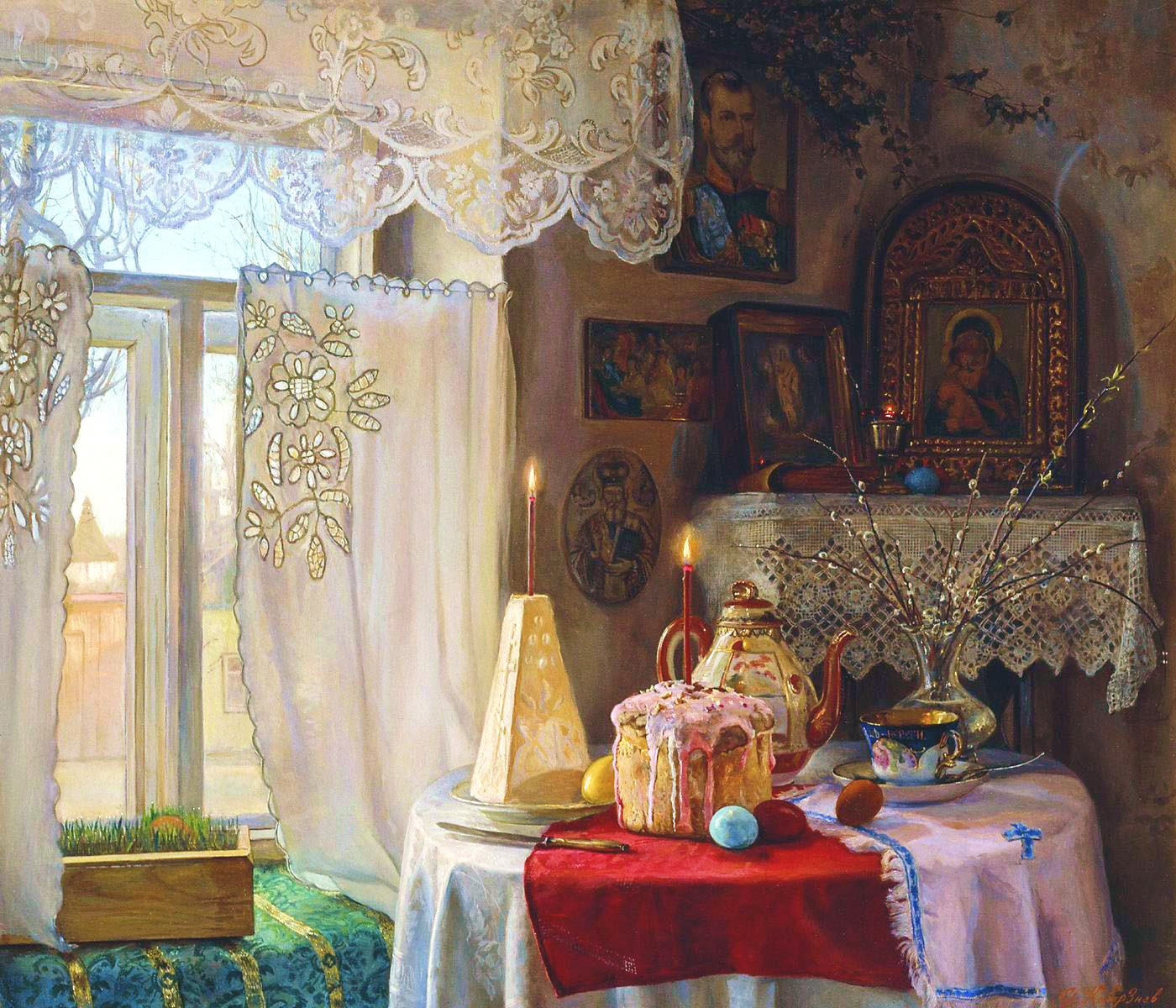
Светлое Воскресение. 2005
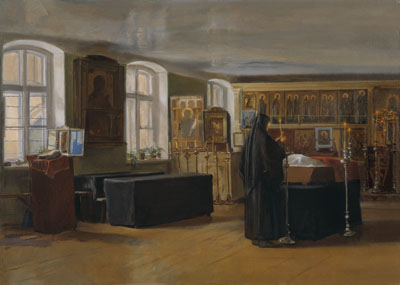
Гостиная. 1992
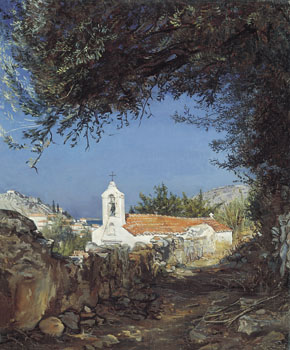
Пейзаж с часовней. 1997